# Amerikaanse haas
De Amerikaanse haas (Lepus americanus) is een soort haas die voorkomt in Noord-Amerika. Het heeft de naam "sneeuwschoen" vanwege de grote omvang van zijn achterpoten. De poten van het dier voorkomen dat het wegzakt in de sneeuw als het springt en loopt. Zijn voeten hebben ook bont op de zolen om hem te beschermen tegen temperaturen onder het vriespunt.
Ter camouflage wordt zijn vacht in de winter wit en in de zomer roestbruin. De flanken zijn het hele jaar door wit. De sneeuwhaas is ook te onderscheiden door de zwarte plukjes vacht aan de rand van zijn oren. Zijn oren zijn korter dan die van de meeste andere hazen.
In de zomer voedt het zich met planten zoals gras, varens en bladeren; in de winter eet hij twijgen, de schors van bomen en planten en het is bekend dat hij, net als de poolhaas, af en toe dode dieren eet. Het kan soms worden gezien terwijl ze in kleine groepen eten. Dit dier is vooral 's nachts actief en houdt geen winterslaap. De sneeuwschoenhaas kan tot vier nesten per jaar krijgen, gemiddeld drie tot acht jongen. Mannetjes strijden om vrouwtjes en vrouwtjes kunnen met meerdere mannetjes paren.
Een belangrijk roofdier van de sneeuwhaas is de Canadese lynx. Historische verslagen van dieren die gedurende honderden jaren door pelsjagers zijn gevangen, laten zien dat het aantal lynxen en hazen in een cyclus stijgt en daalt, waardoor de haas bij biologiestudenten over de hele wereld bekend is geworden als een case study van de relatie tussen het aantal roofdieren en hun prooi.

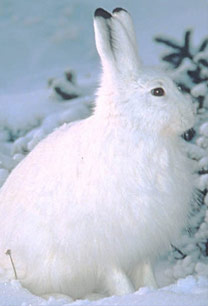
Amerikaanse haas in de winter

## Taxonomie en verspreiding
Amerikaanse hazen komen voor van Newfoundland tot Alaska; zuidelijk in de Sierra Nevada naar centraal Californië; in de Rocky Mountains naar het zuiden van Utah en het noorden van New Mexico; en in de Appelachen naar West Virginia. Populaties in het zuidelijke verspreidingsgebied, zoals in Ohio, Maryland, North Carolina, New Jersey, Tennessee en Virginia, zijn uitgeroeid. Locaties van ondersoorten zijn als volgt:
- Lepus americanus americanus (Erxleben) - Ontario, Manitoba, Saskatchewan, Alberta, Montana en North Dakota
- L. a. cascadensis (Nelson) - Brits-Columbia en Washington
- L. a. columbiensis (Rhoads) - Brits-Columbia, Alberta en Washington
- L. a. dalli (Merriam) - Mackenzie District, Brits-Columbia, Alaska, Yukon
- L. a. klamathensis (Merriam) - Oregon en Californië
- L. a. oregonus (Orr) – Oregon
- L. a. pallidus (Cowan) - Brits-Columbia
- L. a. phaeonotus (JA Allen) - Ontario, Manitoba, Saskatchewan, Michigan, Wisconsin en Minnesota
- L. a. pineus (Dalquest) - Brits-Columbia, Idaho en Washington
- L. a. seclusus (Baker en Hankins) – Wyoming
- L. a. struthopus (pony) - Newfoundland, Nova Scotia, New Brunswick, Prince Edward Island, Quebec en Maine
- L. a. tahoensis (Orr) - Californië, westelijk Nevada
- L. a. virginianus (Harlan) - Ontario, Quebec, Maine, New Hampshire, Vermont, Massachusetts, New York, Pennsylvania
- L. a. washingtonii (Baird) - Brits-Columbia, Washington en Oregon

## Beschrijving
De vacht van de Amerikaanse haas is roestbruin in de lente en zomer en wit in de winter. Het heeft ook altijd een grijze onderbuik en zwart aan de uiteinden en randen van zijn oren en staart. Het heeft zeer grote achterpoten en dichte vacht op hun zolen. De oren van de Amerikaanse haas zijn niet zo lang als de oren van sommige andere soorten hazen. In de winter wordt de haas helderwit om op te gaan in de sneeuw.
Amerikaanse hazen variëren in lengte van 413 tot 518 mm, waarvan 39 tot 52 mm staart. De achterpoot, lang en breed, meet 117 tot 147 mm lang. De oren zijn 62 tot 70 mm van inkeping tot punt. Amerikaanse hazen wegen gewoonlijk tussen de 1,43 en 1,55 kg. Mannetjes zijn iets kleiner dan vrouwtjes, zoals typisch is voor haasachtigen. In de zomer is de vacht grijsbruin roestig of grijsachtig bruin, met een zwartachtige middorsale lijn, roestbruine flanken en een witte buik. Het gezicht en de benen zijn kaneelbruin. De oren zijn bruinachtig met zwarte uiteinden en witte of crèmekleurige randen. Tijdens de winter is de vacht bijna helemaal wit, behalve de zwarte oogleden en de zwartgeblakerde uiteinden van de oren. De voetzolen zijn dicht behaard, met stijve haren (die de sneeuwschoen vormen) op de achterpoten.

## Habitats
Amerikaanse hazen komen voornamelijk voor in boreale bossen en bovenste bergbossen; in deze bossen geven ze de voorkeur aan habitats met een dichte struiklaag.
In de Pacific Northwest bezetten Amerikaanse hazen verschillende habitats, waaronder volwassen coniferen (meestal douglasspar (Pseudotsuga menziesii en varianten), onvolgroeide coniferen, els (Alnus spp.)/zalmbes (Rubus spectabilis), sitkaspar (Picea sitchensis) / salal (Gaultheria Shalon) en ceder (Thuja spp.) moerassen. In het westen van Oregon waren Amerikaanse hazen aanwezig in struikgewas van wijnstokesdoorn (Acer circinatum), wilgen (Salix spp.), rododendrons (Rhododendron spp.) en andere struiken.
In Utah gebruikten sneeuwschoenhazen Gambel-eik (Quercus Gambelli) in het noordelijke deel van het Gambel-eikengebergte. In het zuidwesten komen de meest zuidelijke populaties sneeuwschoenhazen voor in het Sangre de Cristo-gebergte, New Mexico, in subalpiene struikgewas: smalle banden van struikachtige en uitgestrekte coniferen op en net onder de boomgrens die meestal zijn samengesteld uit Engelmannspar (Picea engelmannii), stoppelden (Pinus aristata), buigzame den (P. flexilis) en/of gewone jeneverbes (Juniperus communis).
In Minnesota gebruiken Amerikaanse hazen Struikden (P. banksiana) hooglanden, randen, Amerikaanse lork (Larix laricina) moerassen, zwarte sparren (Picea mariana) moerassen en zegge (Carex spp.), els en struikgewas. In New England geven sneeuwschoenhazen de voorkeur aan esp met tweede groei (Populus spp.) - berk (Betula spp.) in de buurt van coniferen, maar andere bossoorten die worden bezet door Amerikaanse hazen zijn onder meer espen, papierberk (B. papyrifera), noordelijk hardhout, rode esdoorn (A. rubrum), balsemspar (Abies balsamea), rode spar (Picea rubens), oostelijke hemlocksrpa (Tsuga canadensis), Amerikaanse eik (Quercus rubra), eik (Quercus spp.)-den (Pinus spp.), Weymouthden (P. strobus) - noordelijke rode eik - rode esdoorn en oostelijke witte den. Amerikaanse hazen gebruiken ook struikmoerassen die worden gedomineerd door knoopstruik (Cephalanthus occidentalis), elzen en zijdeachtige kornoelje (Cornus ammomum). Verdere details over plantengemeenschappen die worden gebruikt doorAmerikaanse hazen in verschillende regio's zijn te vinden in Bittner en Rongstad.

## Voortplanting en Jongen
Zoals alle leporidea zijn Amerikaanse hazen schemer en nachtdieren. Ze zijn verlegen en geheimzinnig en brengen het grootste deel van de dag door in ondiepe holtes, vormen genaamd, uitgeschraapt onder bosjes varens, kreupelhout en neergestorte stapels hout. Ze gebruiken af en toe de grote holen van Stompstaart eekhoorn (Aplodontia rufa) als vormen. Het dagelijkse activiteitsniveau neemt toe tijdens het broedseizoen. Jongeren zijn meestal actiever en minder voorzichtig dan volwassenen.
Amerikaanse hazen zijn het hele jaar door actief. Het broedseizoen voor hazen wordt gestimuleerd door nieuwe vegetatie en varieert met de breedtegraad, locatie en jaarlijkse gebeurtenissen (zoals weersomstandigheden en fase van de populatiecyclus van sneeuwschoenhazen). Het fokken begint over het algemeen eind december tot januari en duurt tot juli of augustus. In het noordwesten van Oregon vindt de mannelijke fokactiviteit (zoals bepaald door het gewicht van de teelballen) plaats in mei en is minimaal in november. In Ontario is de piek in mei en in Newfoundland is de piek in juni. Vrouwelijke oestrus begint in maart in Newfoundland, Alberta en Maine, en begin april in Michigan en Colorado. De eerste nesten van het jaar worden geboren van half april tot mei.
De draagtijd is 35 tot 40 dagen; de meeste onderzoeken rapporteren 37 dagen als de gemiddelde duur van de zwangerschap. Nesten hebben gemiddeld drie tot vijf jonge hazen, afhankelijk van de breedtegraad, hoogte en fase van de populatiecyclus, variërend van één tot zeven. Diepe sneeuw verhoogt de hoeveelheid bladerdak van de bovenste takken die beschikbaar zijn voor sneeuwschoenhazen in de winter, en heeft daarom een positieve relatie met de voedingsstatus van volwassen fokdieren. Nesten zijn meestal kleiner in de zuidelijke delen van hun verspreidingsgebied omdat er minder sneeuw ligt. Pasgeborenen zijn volledig behaard, hebben open ogen en zijn mobiel. Ze verlaten de geboortevorm binnen korte tijd na de geboorte, vaak binnen 24 uur. Nadat ze de geboorteplaats hebben verlaten, blijven broers en zussen overdag bij elkaar in de buurt en komen ze elke avond een keer bij elkaar om te verzorgen. Het spenen vindt 25 tot 28 dagen plaats, behalve bij het laatste nest van het seizoen, dat twee maanden of langer kan zogen.
Vrouwelijke Amerikaanse hazen kunnen op elk moment drachtig worden na de 35e dag van de dracht. Het tweede nest kan daarom worden verwekt voordat het eerste nest is geboren (Amerikaanse hazen hebben twee baarmoeders). Zwangerschapspercentages varieerden van 78 tot 100% voor vrouwtjes tijdens de periode van eerste nestproductie, 82 tot 100% voor tweede nesten, en voor de periodes van derde en vierde nesten variëren de zwangerschapspercentages met de populatiecyclus. In Newfoundland varieerde het gemiddelde aantal nesten per vrouwtje per jaar van 2,9 tot 3,5, en in Alberta van 2,7 tot 3,3. Het aantal nesten per jaar varieert met de fase van de populatiecyclus (zie hieronder). In Alberta was het gemiddelde aantal nesten per jaar bijna 3 net na een populatiepiek en 4 net na de populatielaag. Vrouwtjes broeden normaal gesproken eerst als 1-jarige. Juveniele fokkerij is zeldzaam en is alleen waargenomen bij vrouwtjes vanaf het eerste nest van het jaar en alleen in jaren direct na een dieptepunt in de populatiecyclus.
In Yukon was de 30-daagse overleving van radiogelabelde jonge hazen respectievelijk 46%, 15% en 43% voor het eerste, tweede en derde nest van het jaar. Er waren geen verschillen in sterfte in percelen met voedsel toegevoegd. De belangrijkste directe doodsoorzaak was predatie door kleine zoogdieren, waaronder Amerikaanse rode eekhoorns (Tamiasciurus hudsonicus) en Arctische grondeekhoorns (Spermophilus parryii). Nestgenoten leefden of stierven vaker samen dan toevallig. De individuele overleving was negatief gerelateerd aan de worpgrootte en positief gerelateerd aan de lichaamsgrootte bij de geboorte. Worpgrootte is negatief gecorreleerd met lichaamsgrootte bij de geboorte.